# Trois-Palis
Trois-Palis är en kommun i departementet Charente i regionen Nouvelle-Aquitaine i västra Frankrike. Kommunen ligger  i kantonen Hiersac som ligger i arrondissementet Angoulême. År 2022 hade Trois-Palis 940 invånare.

## Befolkningsutveckling
Antalet invånare i kommunen Trois-Palis
Referens:INSEE